# Przyjaciółka
Przyjaciółka – polski dwutygodnik (w latach 1948–2009 wydawany jako tygodnik), którego odbiorczyniami są głównie kobiety, poświęcony historiom z życia, plotkom, modzie, urodzie i zdrowiu. Do tygodnika dołączany był także program telewizyjny.

## Historia
Pierwszy numer czasopisma ukazał się 21 marca 1948 roku. Początki „Przyjaciółki” sięgają okresu bezpośrednio po II wojnie światowej (chociaż nazwę wziął od wydawanej przed wojną „Mojej Przyjaciółki”). W 1948 magazyn zaczęła wydawać Spółdzielnia Wydawnicza „Czytelnik”. Później tytuł został przejęty przez RSW „Prasa-Książka-Ruch”. Od początku istnienia pisma w 1948 do 1960, stanowisko redaktorki naczelnej czasopisma pełniła Anna Lanota. 
W okresie PRL-u nakład tygodnika przekraczał 3 miliony egzemplarzy.
Po transformacjach ustrojowych tygodnik trafił do sprywatyzowanej spółki Ruch, która sprzedała tytuł wydawnictwu Edipresse Polska. Obecnie nakład magazynu sięga 150 000 egzemplarzy.
Patronat honorowy nad jubileuszem 70-lecia pisma objęła Agata Kornhauser-Duda.
W czerwcu 2019 dwutygodnik wykupiło Wydawnictwo Bauer.